# Jeremy Campbell
Jeremy Campbell (født 19. august 1987 Perryton, Texas) er en amerikansk atlet som blev Paralympisk mester i diskoskast og femkamp, i klassen F44/46 ved ved de Paralympiske lege i Beijing, 2008.
Jeremy Campbells bror Caleb Campbell er amerikansk fodboldspiller og spiller for NFL-holdet Detroit Lions.